# Saukville (Wisconsin)
Saukville ist eine Gemeinde (mit dem Status „Village“) im Ozaukee County im US-amerikanischen Bundesstaat Wisconsin. Im Jahr 2010 hatte Saukville 4451 Einwohner, deren Zahl sich bis 2012 auf 4499 erhöhte.
Saukville liegt im Norden der Metropolregion Milwaukee.

## Geographie
Saukville liegt im Südosten Wisconsins am Milwaukee River, einem Zufluss des Michigansees.
Die geographischen Koordinaten von Saukville sind 43°22′54″ nördlicher Breite und 87°56′26″ westlicher Länge. Das Gemeindegebiet erstreckt sich über eine Fläche von 9,97 km² und wird überwiegend von der Town of Saukville umgeben. Im Süden grenzt zu einem kleinen Teil die Town of Grafton sowie im Osten die Town of Port Washington an. Der Ort gehört jedoch keiner dieser Towns an.
Nachbarorte von Saukville sind Fredonia (11 km nördlich), Belgium (19,3 km nordöstlich), Port Washington (5,4 km östlich), Cedarburg (12 km südsüdwestlich) und Newburg (10,6 km nordwestlich).
Das Stadtzentrum von Milwaukee liegt 41,8 km südlich. Die nächstgelegenen weiteren größeren Städte sind Green Bay am Michigansee (151 km nördlich), Appleton (126 km nordnordwestlich), Wisconsins Hauptstadt Madison (142 km westsüdwestlich), Rockford in Illinois (194 km südwestlich) und Chicago in Illinois (187 km südlich).

## Verkehr
Durch den Osten des Ortes verläuft in Nord-Süd-Richtung der Interstate Highway I 43, der die kürzeste Verbindung von Milwaukee nach Green Bay bildet. Der Wisconsin State Highway 33 verläuft in West-Ost-Richtung als Hauptstraße durch das Zentrum von Saukville. Alle weiteren Straßen sind untergeordnete Landstraßen, teils unbefestigte Fahrwege sowie innerörtliche Verbindungsstraßen.
In Saukville treffen zwei Eisenbahnlinien für den Frachtverkehr der Wisconsin and Southern Railroad und der Canadian National Railway zusammen.
Der nächste Flughafen ist der Milwaukee Mitchell International Airport in Milwaukee (51,7 km südlich).

## Bevölkerung
Nach der Volkszählung im Jahr 2010 lebten in Saukville 4551 Menschen in 1766 Haushalten. Die Bevölkerungsdichte betrug 446,4 Einwohner pro Quadratkilometer. In den 1766 Haushalten lebten statistisch je 2,52 Personen.
Ethnisch betrachtet setzte sich die Bevölkerung zusammen aus 96,0 Prozent Weißen, 0,7 Prozent Afroamerikanern, 0,4 Prozent amerikanischen Ureinwohnern, 0,7 Prozent Asiaten sowie 0,6 Prozent aus anderen ethnischen Gruppen; 1,6 Prozent stammten von zwei oder mehr Ethnien ab. Unabhängig von der ethnischen Zugehörigkeit waren 2,9 Prozent der Bevölkerung spanischer oder lateinamerikanischer Abstammung.
26,2 Prozent der Bevölkerung waren unter 18 Jahre alt, 65,1 Prozent waren zwischen 18 und 64 und 8,7 Prozent waren 65 Jahre oder älter. 49,8 Prozent der Bevölkerung waren weiblich.
Das mittlere jährliche Einkommen eines Haushalts lag bei 66.795 USD. Das Pro-Kopf-Einkommen betrug 30.129 USD. 4,1 Prozent der Einwohner lebten unterhalb der Armutsgrenze.